# Gangyō
Gangyō (japanisch 元慶,  auch Gankyō oder Genkei) ist eine japanische Ära (Nengō) von  Juni 877 bis Mai 885 nach dem gregorianischen Kalender. Der vorhergehende Äraname ist Jōgan, die nachfolgende Ära heißt Ninna. Die Ära fällt in die Regierungszeit der Kaiser (Tennō) Yōzei und Kōkō.
Der erste Tag der Gangyō-Ära entspricht dem 1. Juni 877, der letzte Tag war der 10. März 885. Die Gangyō-Ära dauerte neun Jahre oder 2840 Tage.

## Ereignisse
- 879 Fertigstellung des Nihon Montoku Tennō Jitsuroku des sechsten Teils des Rikkokushi
- 885 Ausbruch des Kaimon-dake